# Cour des Chaînes
La cour des Chaînes est un monument historique situé 11-15, rue des Franciscains à Mulhouse, dans le département français du Haut-Rhin.

## Historique
L'édifice fait l'objet d'une inscription au titre des monuments historiques depuis 1981.
L'édifice fait l'objet d'un classement au titre des monuments historiques depuis 1988.